# Radhouane Bouster
Radhouane Bouster (né le 2 décembre 1954 à Paris) est un athlète français, spécialiste des courses de fond.

## Biographie
Il se classe 18e des Championnats du monde de cross-country 1978, à Glasgow, et permet à l'équipe de France de remporter la médaille d'or de l'épreuve par équipes, en compagnie de Pierre Levisse, Lucien Rault, Alexandre Gonzalez, Thierry Watrice et Jean-Paul Gomez. Avec 151 points, la France devance les États-Unis et l'Angleterre.
Radhouane Bouster décroche quatre titres de champion de France « élite » sur piste : trois sur 10 000 m en 1978, 1980 et 1981, et un sur 5 000 m en 1981.
Il remporte la Corrida de São Paulo en 1978 et la Corrida de Houilles en 1981.

### Palmarès
| Date | Compétition                    | Lieu    | Résultat | Épreuve     |
| ---- | ------------------------------ | ------- | -------- | ----------- |
| 1978 | Championnats du monde de cross | Glasgow | 1er      | Par équipes |

### Records
| Épreuve             | Performance     | Lieu | Date |
| ------------------- | --------------- | ---- | ---- |
| 5 000 m             | 13 min 24 s 09  |      | 1978 |
| 10 000 m            | 28 min 16 s 64  |      | 1980 |
| Marathon (New York) | 2 h 17 min 40 s |      | 1982 |